# Esam Sakeen
Esam Sakeen (Kuwait; 2 de julio de 1971) es un exfutbolista de Kuwait que jugaba en la posición de centrocampista.

## Carrera

### Club
Jugó toda su carrera con el Kazma SC de 1989 a 2006, con el que fue dos veces campeón nacional, ganó cuatro copas nacionales y la Copa de Clubes Campeones del Golfo de 1995.

### Selección nacional
Jugó para Kuwait en 55 ocasiones de 1996 a 2002 y anotó cuatro goles; participó en los Juegos Olímpicos de Sídney 2000, los Juegos Asiáticos de 1998 y dos ediciones de la Copa Asiática.

## Logros
- Liga Premier de Kuwait: 2

1994, 1996
- Copa del Emir de Kuwait: 4

1990, 1995, 1997, 1998
- Copa de la Corona de Kuwait: 1

1995
- Copa Al Khurafi: 1

2004
- Copa de Clubes Campeones del Golfo: 1

1995